# Горна Диканя
Горна Диканя е село в Западна България. То се намира в община Радомир, област Перник.

## География
Село Горна Диканя се намира в планински район.
Селото е разположено в подножието на западните склонове на Верила, в живописна местност.
Отстоянието му от гр. София е 45 км.
Най-близките селища са с. Долна Диканя, отстоящо на 2 км западно, и с. Дрен, отстоящо на 6 км в южна посока.
Язовирът, намиращ се в непосредствена близост до селото, предлага добри възможности за спортен риболов на любителите на този спорт.

## История
През късната античност в село Горна Диканя (в местността Чуката) е имало крепост, от чиито стени били запазени части. Крепостта е обхващала площ от около 4 – 5 дк и била изградена от ломен камък с хоросанова спойка. Извън крепостта са откривани множество долиуми. В м. Балиница е открит късноантичен некропол, както и две зидани гробници, както и други единични погребения. В м. Градище е съществувала друга късноантична крепост., която без съмнение е свързана с близките рудодобивни райони. На землището на Горна Диканя има твърде много средновековни оброци, които често са над разрушени църкви. 
"Най-старинните селища в Радомирско са самият Радомир, Диканите, Друган, Дрен, Жедна, Кондофрей и Върба, които преживели преходите през ранните турски завоевания през XIV век. 
„В обширните турски дефтери от 1572 г. се говори за изоставени самокови в Дрен и Горна Диканя, като за последната прави впечатление споменаването на преселници от три софийски села, които обработвали земя в Горна Диканя“ 
Името му идва от „диканя“ (тур.diken) – земеделско съоръжение за вършитба.

## Редовни събития
На Спасовден е съборът на селото, както и на Голяма Богородица.

## Личности
- Никола Корчев (1836 – 1921), български опълченец, един от спасителите на Самарското знаме
- Михаил Апостолов-Попето (1871 – 1902), български революционер
- Красимира Зафирова – поет

## Други
Местното население се занимава с отглеждане на житни култири и добитък – крави, кози, овце, коне, бикове. Има обширна вилна зона и прекрасен изглед към едноименния язовир.
В селото са снимани риалити шоутата „Фермата 4“ и „Фермата 5“.